# Anderson Daronco
Anderson Daronco (Santa Maria, 5 de janeiro de 1981) é um árbitro de futebol brasileiro. Já trabalhou como árbitro no Campeonato Gaúcho, na Copa do Nordeste, no Campeonato Brasileiro, na Copa do Brasil, na Copa Libertadores da América, Copa Sul-Americana e Eliminatórias da Copa do Mundo FIFA.

## Biografia e carreira
Jogou handebol dos dez aos vinte e um anos. Em 1998, entrou na faculdade de Educação física. Fez curso de árbitro na Federação Gaúcha de Futebol (FGF). Encerrou a carreira como professor de Educação Física para dedicar mais tempo à arbitragem.
Em 30 de outubro de 2014, foi escolhido para integrar o quadro de árbitros da Federação Internacional de Futebol (FIFA), tornando-se o terceiro gaúcho integrante desse quadro, junto com Leandro Vuaden. Daronco revelou que deseja participar de campeonatos a nível mundial. Foi cotado para a Copa do Mundo FIFA de 2018.
Durante o campeonato gaúcho de 2018, viralizou uma foto e notícia falsa envolvendo Daronco. Para desmentir o boato, o jornal GaúchaZH contatou o professor Robert Tietzman, coordenador do grupo de pesquisa ViDiCa Cultural Cultura Audiovisual Digital da PUCRS que apresentou em vídeo cinco erros "grotescos" entre a foto original e a falsa. Em janeiro de 2019, Daronco relatou que o diretor da equipe do Veranópolis, Ademir Bertoglio proferiu diversas xingamentos contra a equipe de árbitros durante o jogo. Mais tarde, um torcedor com a camisa do Veranópolis invadiu o vestiário, xingou e ameaçou os árbitros de morte.
O Tribunal de Justiça Desportiva do Rio Grande do Sul (TJD-RS) estudou denunciar o VEC devido as ameaças direcionadas aos árbitros. Em artigo escrito para o GaúchaZH, Diori Vasconcelos disse que não há motivos que justifiquem as ameaças direcionadas aos árbitros e que alguma medida forte deveria ser tomada pela Federação Gaúcha de Futebol. "As coisas passaram de todos os limites, não só pelo que aconteceu em Veranópolis. Estamos vivenciando um Gauchão em que o presidente do Pelotas levou um soco no rosto de um 'torcedor'. O que mais precisará acontecer para que uma atitude seja tomada?"
Em julho de 2019 é um dos temas de uma série de paródias de Marcelo Adnet, "Soy loco por Copa América", da Rede Globo que abordou o fato do árbitro não aceitar insultos e o seu porte atlético, que o fez ficar conhecido como "juiz fortão". Em agosto de 2019, Daronco paralisou um jogo entre o Vasco da Gama e o São Paulo em virtude de gritos homofóbicos proferidos pela torcida vascaína. A postura foi elogiada pela Confederação Brasileira de Futebol. Foi a primeira vez que uma partida de futebol foi interrompida no Brasil devido a cânticos homofóbicos.
Mais tarde, Daronco explicou que a atitude de parar o jogo "não é algo da minha cabeça. Temos uma orientação nesse sentido. (…) a gente não se apega somente a um canto homofóbico, tem toda uma questão envolvendo o racismo, ou fatos que (Sic) podem incitar a violência, como faixas no campo e cantos xenofóbicos".
Em 30 de agosto de 2020, no jogo de Grêmio x Caxias, comentários sobre o porte fisíco de Daronco se tornaram viral nas redes sociais, ganhando repercussão na imprensa de língua espanhola.
Em 20 de setembro de 2023, a CONMEBOL anunciou, através de uma solicitação da Confederação Asiática de Futebol (AFC) para a escalação de árbitros internacionais no Campeonato Saudita, que Daronco apitaria o jogo entre Al-Nassr — clube que tem no elenco o atacante português Cristiano Ronaldo e o ponta-esquerda senegalês Sadio Mané, entre outros — e Al-Ahli — do atacante argelino Riyad Mahrez e do também atacante brasileiro Roberto Firmino — em 22 de setembro. Os assistentes Rafael Alves (Rio Grande do Sul) e Luanderson Lima dos Santos (Bahia) acompanharam o árbitro e também atuaram na partida. O árbitro atuou na partida, vencida por 4–3 pelo Al-Nassr, com dois gols de Cristiano Ronaldo e um pênalti marcado a favor do Al-Ahli.
Em 8 de março de 2024 às 14 horas de Brasília, apitará a partida entre Zamalek e Al-Ahly, válida pela final da Copa do Egito, no Estádio Universitário Rei Saud, em Riade, na Arábia Saudita. Também farão parte do sexteto de árbitros da CBF e da FIFA, as assistentes Neuza Inês Back e Fabrini Bevilacqua, do quarto árbitro Rodrigo Pereira e os árbitros de VAR Charly Deretti e Thayslane Costa.
Em 26 de novembro de 2024, na Arena Castelão, logo antes de uma partida entre Fortaleza e Flamengo válida pela 36ª rodada da Série A do Campeonato Brasileiro, um homem na área destinada à torcida mandante gritou para Daronco: "vai roubar hoje não, ladrão", para o qual o árbitro retrucou com "vai tomar no teu cu".

## Vida pessoal

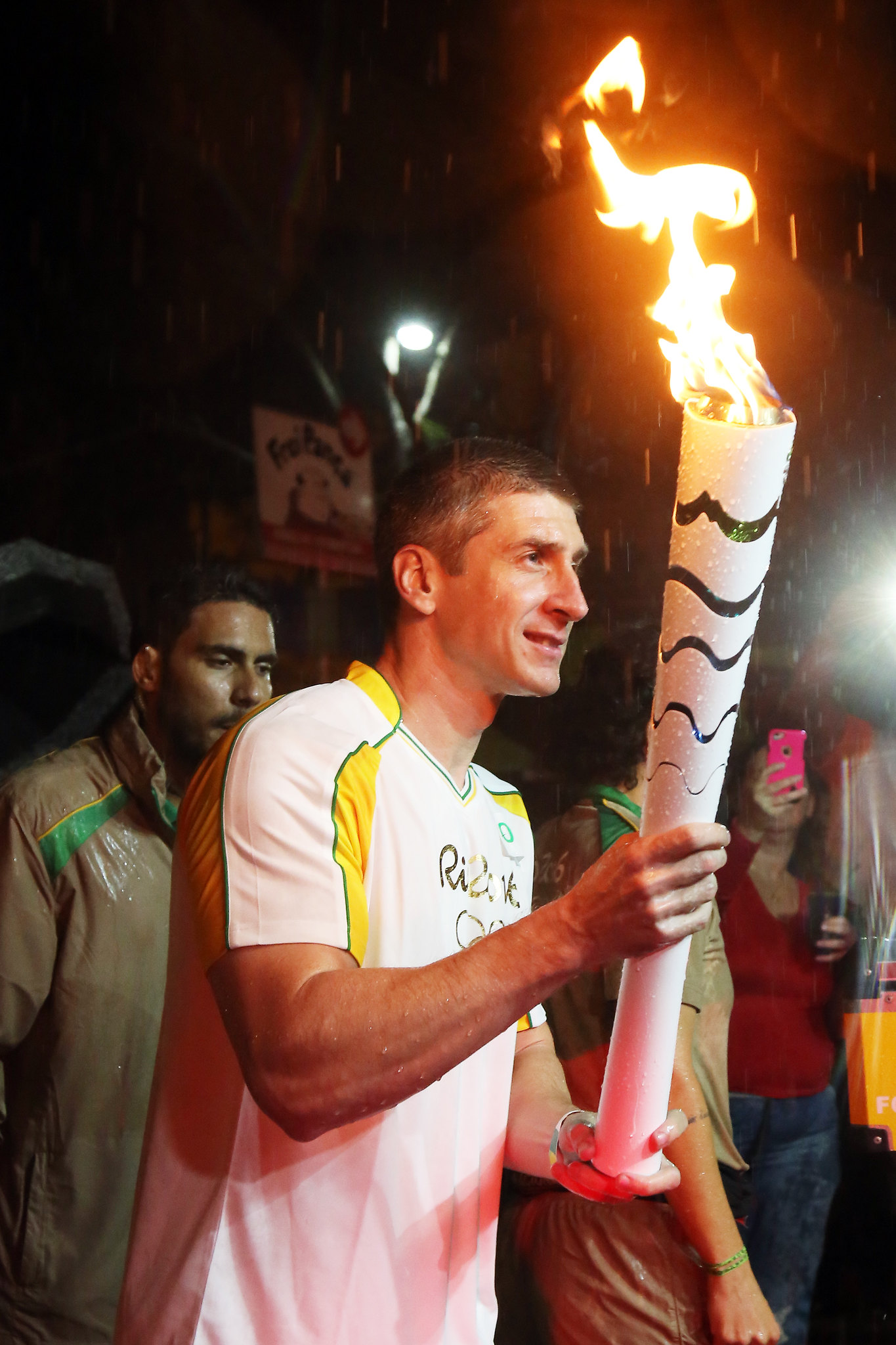
Daronco no revezamento da Tocha Olímpica de 2016

Pai de dois filhos, Daronco não expõe a vida pessoal ao público, devido aos riscos com o trabalho. Nasceu e reside em Santa Maria, Rio Grande do Sul. Era próximo de seus alunos de Educação Física, que morreram no Incêndio na boate Kiss, em 2013.
Seu salário anual foi de cerca de 100 mil reais em 2015 e 84 mil em 2017. Disse que sua paixão pelo esporte o fez ficar musculoso, mas que não era sua intenção. Em 2017 chegou aos 90kg, após perder cerca de 3 ou 4kg, aceitando os conselhos de comissões e instrutores físicos que o orientaram para que reduzisse o peso extra para evitar problemas em sua carreira em curto e a longo prazo. É capaz de correr 40 metros em menos de seis segundos e treina praticamente todos os dias.
Não gosto desse negócio de ficar me medindo. O respeito vem da forma como trato os jogadores e todos os envolvidos. E pelo nível de acerto nas decisões tomadas. Não costumo acompanhar muito o que falam a respeito de mim neste sentido. Mas o apelido de que tive mais conhecimento foi juiz fortão.— Anderson Daronco
Daronco disse que é "a favor de todo tipo de tecnologia que torne as decisões mais justas e que não prejudiquem o trabalho de ninguém."

## Título
- 2015: Eleito o quarto melhor árbitro pela CBF no Campeonato Brasileiro.[27]